# Mimar Kemaleddin

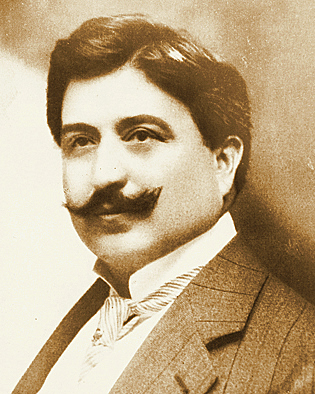

Mimar Kemaleddin (Mahmud Kemaleddin) (Kadıköy (Istanboel), 1870 – Ankara, 12 juli 1927) was een belangrijk Turks architect in de laatste jaren van het Ottomaanse Rijk en in de beginfase van de Republiek Turkije. Zijn architectuur valt te classificeren als eclectisch, omdat hij gebruikmaakt van veel verschillende architectuurstijlen. Hij maakt deel uit van de Birinci Ulusal Mimarlık Akımı, de eerste nationale Architectuurstroming, door traditionele Ottomaanse architectuur te combineren met moderne bouwstijlen en technieken.

## Leven
Toen Mahmud Kemaleddin kind was verhuisde zijn familie van Istanboel naar Kreta, alwaar hij opgroeiend Arabisch en Frans leerde spreken. Na het afronden van het gymnasium ging hij studeren aan de Technische school (Mühendishane i Berri Humayün) te Istanboel waar hij in 1891 afstudeerde als beste van zijn klas. Hij werkte de laatste jaren van zijn studie en enkele jaren daarna als pupil van enkele Duitse ingenieurs en architecten, zoals Philipp Forchheimer en August Jachmund, alvorens een eigen architectenbureau op te zetten. In 1895 werd hij door Sultan Abdülhamit II naar de Technische Universiteit van Berlijn gestuurd. Na een verblijf van 4 jaar in Berlijn waarin hij voor verschillende architectenbureaus werkzaam was keerde hij terug naar het Ottomaanse Rijk. Voor het restaureren van de Al-aqsa-moskee in Jeruzalem ontving hij een erelidmaatschap van de Royal Academy of Arts te Londen. In 1927 overleed hij aan een hersenbloeding tijdens een inspectie van het Palas Hotel te Ankara. Een afbeelding van Mimar Kemaleddin staat tegenwoordig op de achterkant van het 20 lira-biljet.

## Werken
| Nr. | Turkse Naam                          | Nederlandse betekenis                         | Soort gebouw  | Opening | Stad      | Land      |
| --- | ------------------------------------ | --------------------------------------------- | ------------- | ------- | --------- | --------- |
| 1   | Ahmed Cevad Paşa Türbesi             | Graftombe van Ahmed Cevad Pascha              | tombe         | 1901    | Istanboel | Turkije   |
| 2   | Filibe Gar Binası                    | Stationsgebouw                                | treinstation  | 1908    | Plovdiv   | Bulgarije |
| 3   | Kamer Hatun Camii                    | Kamer-Hatun moskee                            | moskee        | 1911    | Istanboel | Turkije   |
| 4   | İkinci Vakıf Hanı                    | II. Verenigingskantoor                        | kantoorgebouw | 1911    | Istanboel | Turkije   |
| 5   | Üçüncü Vakıf Hanı                    | III. Verenigingskantoor                       | kantoorgebouw | 1911    | Istanboel | Turkije   |
| 6   | Beşinci Vakıf Hanı                   | V. Verenigingskantoor                         | kantoorgebouw | 1911    | Istanboel | Turkije   |
| 7   | Bebek Camii                          | Bebek-Moskee                                  | moskee        | 1913    | Istanboel | Turkije   |
| 8   | İstanbul Üniversitesi Kütüphanesi    | Bibliotheek van de Universiteit van Istanboel | bibliotheek   | 1913    | Istanboel | Turkije   |
| 9   | Edirne Gar Binası                    | Station van Edirne                            | treinstation  | 1914    | Edirne    | Turkije   |
| 10  | Birinci Vakıf Hanı                   |                                               |               | 1918    | Istanboel | Turkije   |
| 11  | Harikzedegan Kat Evleri              | Harikzedegan Apartmentencomplex               | woonhuis      | 1922    | Istanboel | Turkije   |
| 12  | Dördüncü Vakıf Hanı                  |                                               |               | 1926    | Istanboel | Turkije   |
| 13  | Mimar Kemalettin Okulu               | Kemalettin Architectuurschool                 | school        | 1925    | Ankara    | Turkije   |
| 14  | Ankara Palas                         | Ankara Paleis                                 | hotel         | 1927    | Ankara    | Turkije   |
| 15  | Ankara İkinci Vakıf Hanı             |                                               |               | 1927    | Ankara    | Turkije   |
| 16  | Devlet Demir Yolları Genel Müdürlüğü | Hoofdkantoor van de Staatsspoorwegen          |               | 1928    | Istanboel | Turkije   |
| 17  | Ankara Gazi İlk Muallim Mektebi      |                                               | school        | 1930    | Istanboel | Turkije   |